# Insurrezione di Costantino e Fruzhin
L'insurrezione di Costantino e Fruzhin (in bulgaro Въстание на Константин и Фружин?, Vastanie na Konstantin i Fruzhin) fu la prima rivolta bulgara contro il dominio ottomano. Fu organizzata all'inizio del XV secolo da due nobili bulgari e fu sostenuta da una coalizione cristiana, ma non riuscì liberare la Bulgaria.
Fruzhin, il figlio dello zar Ivan Šišman, e suo cugino Costantino, l'erede di Ivan Sratsimir, emigrato in Ungheria e in Serbia, come gli ottomani soggiogati i Balcani, organizzarono una rivolta nel nord della Bulgaria aiutati dal sovrano valacco Mircea il Vecchio, il despota serbo Stefan Lazarević e il monarca ungherese Sigismondo.

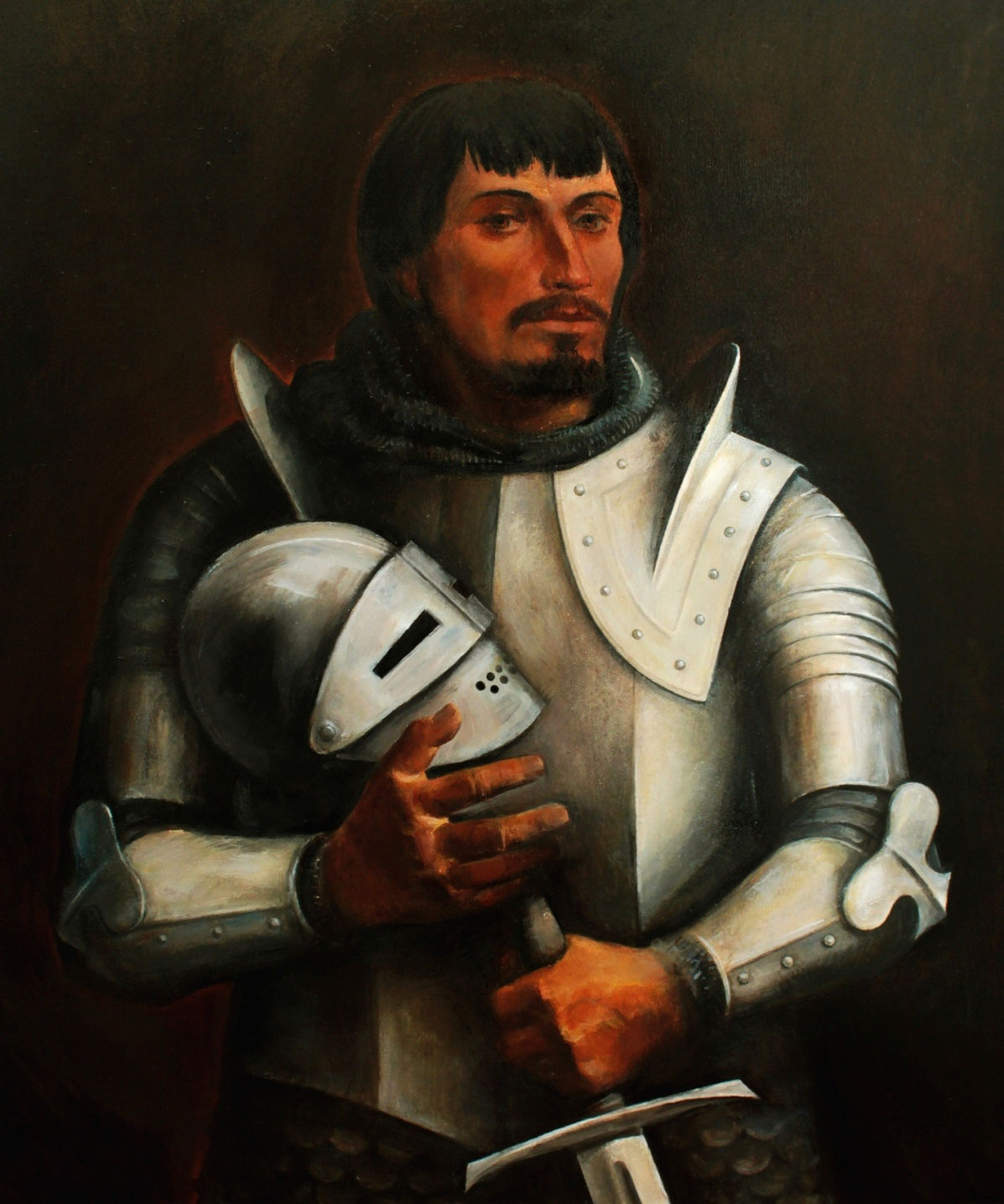
Principe Fruzhin di Bulgaria

La sconfitta ottomana di Tamerlano nella battaglia di Ancyra del 1402 fornì buone condizioni per una rivolta, e le forze cristiane attraversarono il Danubio da nord nelle terre bulgare: Mircea I, accompagnato da Costantino, invase la Dobrugia, mentre Fruzhin con l'esercito ungherese appoggiato dai serbi, entrò nelle terre bulgare nordoccidentali (intorno a Vidin). Queste invasioni inizialmente di successo furono seguite da una rivolta della popolazione bulgara in alcune aree.
La portata, il tempo e la durata della rivolta non sono certi. Secondo alcune fonti, scoppiò nel 1404, ma fu rapidamente schiacciata da uno dei figli di Bayezid I, Solimano, con la Valacchia che tuttavia mantenne la Dobrugia e con Stefan Lazarević che estese il territorio del suo regno, mentre gli sforzi di Costantino e Fruzhin furono inutili. Altre fonti sostengono che la rivolta iniziò nel 1408, e Costantino e Fruzhin riuscirono a riconquistare i loro domini dal tardo Impero bulgaro a sud del Danubio almeno fino al 1413, quando Musa Çelebi, un altro figlio di Bayezid, è documentato per aver "rovinato i bulgari". Secondo un terzo gruppo di storici, che basano la loro teoria sulla nota di Ducas secondo cui i delegati bulgari parteciparono ai negoziati di Bursa tra Mehmet I e Manuele II Paleologo nel 1413, la rivolta fu repressa fino al 1418 insieme ad altre diverse ribellioni non correlate.
Dopo la fine della rivolta, i suoi leader Costantino e Fruzhin si stabilirono nuovamente all'estero, Costantino in Serbia e Fruzhin in Ungheria. Costantino morì nel 1422 in Serbia, mentre Fruzhin continuò a lavorare attivamente in Ungheria per restaurare l'Impero bulgaro. Prese parte all'attacco di Dan II a Silistra nel 1425, poi nuovamente nel 1426 contro Vidin che venne brevemente recuperata e posta sotto il dominio di Fruzhin. A Fruzhin fu concesso anche il dominio di Lippa (Lipova) a Temes (Timiș) da Sigismondo all'incirca nello stesso periodo. Fruzhin fu inviato dal re ungherese per aiutare i ribelli albanesi sotto Giorgio Arianiti nel 1435. Partecipò anche alla campagna di Ladislao III di Polonia che culminò nella battaglia di Varna nel 1444 e morì intorno al 1460.